# Calomys callidus
Calomys callidus és una espècie de mamífer rosegador de la família dels cricètids. És endèmic del nord-est de l'Argentina (províncies d'Entre Ríos, Corrientes, Chaco i Santa Fe). El seu hàbitat natural són els matollars. És una espècie en risc mínim, és a dir, no sembla que hi hagi cap amenaça significativa per a la seva supervivència. El seu nom específic, callidus, significa ‘astut’ en llatí.